# United States v. Paramount Pictures
La décision United States v. Paramount Pictures, Inc. 334 US 131 (1948), aussi connue sous les termes de procès antitrust de Hollywood, décision Paramount ou décret Paramount, est une décision essentielle de la Cour suprême des États-Unis dans le domaine du droit de la concurrence. La cour estima en effet que les pratiques des studios, qui détenaient leurs propres circuits de distribution, leurs propres chaînes de cinéma et négociaient des droits d'exploitation exclusifs, étaient en violation des lois interdisant certaines formes de restrictions verticales.
Pour le droit de la concurrence, cette décision fit jurisprudence pour les cas ultérieurs de contestation des formes d'intégration verticale. Pour le cinéma, cette décision marqua la fin définitive du studio system, déjà sérieusement contesté.